# Katsura (Prinz)

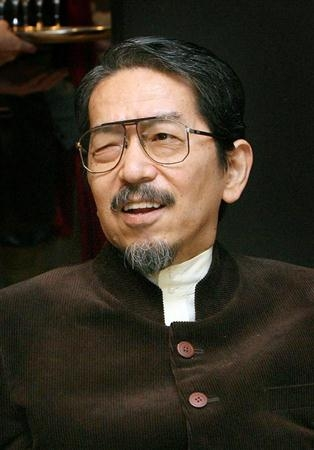
Katsura

Prinz Yoshihito von Katsura (jap. 桂宮 宜仁親王 Katsura-no-miya Yoshihito-shinnō; * 11. Februar 1948; † 8. Juni 2014 in Tokio) gehörte dem japanischen Kaiserhaus an. Titel und Prädikat lauteten Seine Kaiserliche Hoheit Prinz Katsura (Yoshihito).

## Familie
Katsura stammte aus der Ehe von Prinz Mikasa (Takahito) von Japan, dem vierten und jüngsten Sohn des japanischen Kaisers Taishō und der Kaiserin Teimei. Prinz Katsura hatte vier Geschwister: Prinzessin Yasuko von Mikasa (* 1944), Prinz Tomohito von Mikasa (1946–2012), Prinzessin Masako von Mikasa (* 1951) und Prinz Takamado (Norihito) (1954–2002).

## Leben
Katsura studierte Politikwissenschaft an der Gakushūin-Universität in Tokio. Nach seinem Abschluss 1971 folgte ein Postgraduierten-Studium an der Australian National University in Canberra. Von 1974 bis 1985 war er für die japanische Rundfunkgesellschaft NHK tätig.
Nach mehreren Schlaganfällen im Mai 1988 war er fortan gesundheitlich beeinträchtigt und auf einen Rollstuhl angewiesen. Trotzdem engagierte er sich für soziale öffentliche Einrichtungen. Er besuchte seit dieser Zeit mehrmals Australien, und im Jahr 1994 zusammen mit Prinzessin Tomohito von Mikasa dort verschiedene Kindereinrichtungen. Er hatte verschiedene Ehrenämter inne, unter anderem:
- Präsident der Japan Australia New Zealand Society
- Präsident der Agricultural Society of Japan
- Präsident der Japan Forestry Association
- Präsident der Japan Arts & Crafts Association
- Präsident der Japanese Urushi Craft Association

Seit dem Jahr 1979 war Prinz Katsura Ehrenmitglied der katholischen Studentenverbindung AV Edo-Rhenania zu Tokio im Cartellverband der katholischen deutschen Studentenverbindungen.